# Fermín Solís Campos
Fermín Solís Campos (16 de maig de 1972, Madroñera, província de Càceres) és un dibuixant de còmics i il·lustrador extremeny emmarcat en el que la indústria del còmic francès ha anomenat nova onada espanyola d'autors de còmic. És un dels creadors de mostres del subgènere dramàtic slice of lice. El 2004 va guanyar els premis a Millor Autor revelació al Saló del Còmic de Barcelona i a Expocómic de Madrid. Fermín Solís va néixer al poble extremeny de Madroñera però quan tenia un any d'edat la seva família es va traslladar a viure a Càceres. El gener de 2020 va aconseguir el premi Goya a la millor pel·lícula d'animació el curt Madrid 2120, basat en un dels seus còmics.

## Obra
Les seves primeres publicacions foren col·laboracions amb fanzines com La Comictiva, Monográfico o L.S.D. i l'any 2000 va publicar el seu treball important, Dando Tumbos (editorial Subterfuge Comics). Ha col·laborat amb revistes de còmics com Dos veces breve, el Manglar, Buen Provecho i TOS i en els llibres de tapa dura col·lectius Tapa Roja, Artículo 20 i Project Superior (nominat al premi estatunidenc Harvey). Els seus àlbums de còmics més destacats són El año que vimos nevar, Las pelusas de mi ombligo, El hombre del perrito, No Te quiero pero..., Los días más largos, Mi organismo en obras i Buñuel en el laberinto de las tortugas.
L'obra de Fermín Solís es considera de la nova onada del còmic espanyol i són de caràcter costumista i a vegades tenen tints autobiogràfics. Tot i això, també ha experimentat amb el còmic policíac, el còmic infantil i el còmic històric. Ha treballat d'il·lustrador per editorials com SM, La Galera, Pearson i Molino i en revistes i diaris com El País, Época i Mondo Sonoro.

### Àlbums de còmics
Les obres més destacades de Fermín Solís són:
|                                                                                      | Dando Tumbos - Subterfuge Comix, 2000. Medsures: 24 x 17, 36 pàgines, grapa. - Recopilació d'històries curtes en les que el quotidià es barreja amb allò surrealista; velles càmeres fotogràfiques que guarden ànimes, un noi amb mans de porc, un escriptor perdut ... Solitud, desamor i fotos. | |
|                                                                                      | Otra Vida - Ediciones D2ble D2sis, 2001.Mesures: 24 x 17, 28 pàgines, grapa. - Un jove de vint anys que no sap què fer amb la seva vida. Un ancià que busca la seva filla. Una noia amb un passat tèrbol. Aquests tres personatges són els pilars d'aquesta obra de to relaxat i poètic. | |
|                                                                                      | No te quiero pero te amo un poco - Ediciones Aralia, 2002. Mesures: 21 x 15, 20 pàgines, grapa. - La història de tres amics amb el desencantament, la il·lusió i les dietes com a argument principal. | |
|                                                                                      | Los días más largos - Ediciones Balboa, 2003. Edició Francesa a càrrec de La Pastéque. 2005. Medidas: 20 x 15' 50, 52 pàgines, llom fresat. - Temps de partits de futbol, col·legi, col·leccions de cromos, xapes i d'amics fidels com mai ho tornaran a ser. Temps de curiositat, despreocupació i de joc continu... Nominat com a millor obra en el 22º Saló del Còmic de Barcelona. | |
|                                                                                      | Un pie tras otro - Plan B Comics, 2003. Edició estatunidenca a càrrec de Adhouse Books. 2005. Amb pròleg d'Andi Watson. Mesures: 24 x 17, 48 páginas, llom fresat. - La història d'Olga, una noia que acaba de sortir d'un centre de menors. | |
|                                                                                      | De ballenas y pulgas - Ariadna Editorial, 2004. Edició Francesa a càrrec de Le Potager Moderne. 2005. Mesures: 17 x 24. 54 pàgines, llom fresat. - Pots enamorar-te d'algú. Però també et pots enamorar d'un poble, d'una fotografia, d'un aire concret... o de balenes i puces. Només hi ha una cosa segura: l'amor et canviarà la vida. Nominat com a millor guió en el 23º Saló del Còmic de Barcelona. | |
|                                                                                      | No te quiero pero - Astiberri, 2004. Edició francesa a càrrec de 6 Pieds Sous Terre, 2005. Mesures: 17 x 24, 68 pàgines, llom fresat. - Martín treballa en una llibreria de segona mà; a més intenta escriure una novel·la, comparteix pis amb Mario, que acaba de sortir d'una relació bastant complicada... Isa és la noia del grup, surt amb Martín i té un caràcter especial... bé, i hi ha altres personatges com Toni, Joan... | |
|                                                                                      | Dan Laxante, detective cotidiano - Asociación Cultural Tebeo Vivo, 2005. Mesures: 24 x 17, 36 pàgines, grapa. - Edició limitada de 500 còpies que recopila las tires i historietes curtes protagonitzades per Dan Laxante. | |
|                                                                                      | Las pelusas de mi ombligo - Cabezabajo, 2005. Mesures: 16 x 24, 36 pàgines, grapa. - Revista que conté diverses històries curtes de periodicitat quadrimestral. | |
|                                                                                      | El hombre del perrito - Astiberri, 2005. Medidas: 16 x 24, 36 pàgines, llom fresat. - Un jove solter i una immobiliària no altruista, un senyor amb problemes, el gosset els dona, una dona compromesa i els inicis d'un amor són els ingredients d'aquest relat gràfic. | |
|                                                                                      | El año que vimos nevar - Astiberri, 2005. Mesures: 20 x 15' 50, 100 pàgines, llom fresat. - La volta ciclista a Espanya quan era tot un esdeveniment, els professors de més que dubtosa capacitat pedagògica, la màgia de la primera bicicleta, els múltiples jocs al carrer abans de l'arribada de les consoles informàtiques, les fogueres per la celebració del sant de torn, quan Bruce Lee era l rei, l'excitació de la primera nevada, la cria de cucs de seda, els matons de l'escola, els aniversaris... Tot això ho reviu Martín Mostaza a la continuació de Los días más largos. | |
| Imatge i fitxa de l'obra a Astiberri Ediciones Arxivat 2014-05-28 a Wayback Machine. | Buñuel en el laberinto de las tortugas - Editora Regional de Extremadura, 2008. - Recreació en còmic del rodatge de la pel·lícula de Luis Buñuel titulada Las Hurdes, tierra sin pan | Buñuel en el laberinto de las tortugas - Editora Regional de Extremadura, 2008. - Recreació en còmic del rodatge de la pel·lícula de Luis Buñuel titulada Las Hurdes, tierra sin pan |
|                                                                                      | La colla ferralla - Beascoa, 2021. - L'Arruguetes, el Pardal, el Trau, el Fastigoset, l'Elefantina i el Bombolleta han decidit plantar cara al temible i totpoderós senyor Cap Suprem i fugir del Món Escombraria, l'immens abocador en què viuen. Per mitjà de l'enginy i gràcies als poders que tenen, construiran plegats un globus aerostàtic amb què solcaran els cels fins als confins del seu món pudent. | |

### Altres obres
Les altres obres de còmic en les que Fermín ha participat com a autor, seguint l'ordre cronològic són:
- 1997 - Sapoconcho, revista de còmic de l'editorial Museo do Humor, número 12.
- 1998 - Tals from the cuales, quadern de còmics de Comics Dragoon, número 1.
- 1999 - Cabezabajo, publicació amb còmics, de Cabezabajo Ediciones, números 1, 9, 11 i 14.
- 1999 - Rara avis, quadern de còmics, d Subterfuge Comix, número 3.
- 2000 - Monográfico, publicació amb còmics, número 67.
- 2001 - Lostebeosparalelos, quadern de còmics de l'editorial Dobledosis, número 9.
- 2002 - Colección cuarto y mitad, quadern de còmics d'Aralia Ediciones, número 3.
- 2002 - Dos veces breve, revista de còmics d'Ariadna Editorial, números 1, 2 i 3.
- 2002 - Buen provecho, revista de còmics editada per Cabezabajo Ediciones, Balboa Ediciones i Dolmen Editorial, números 1, 2 i 3.
- 2002 - Certamen de cómic Injuve, revista de còmics del Ministerio de Trabajo y Asuntos Sociales, número 5 (Cómic e ilustración injuve 02).
- 2003 - Tapa roja, àlbum de còmics d'Ediciones SinSentido.
- 2003 - Artículo 20, àlbum de còmics d'Astiberri Ediciones i Dolmen Editorial.
- 2003 - TOS, revista de còmics d'Ediciones SinSentido/Astiberri, números 5, 6, 7, 8, 9, 10, 11, 12 i 13.
- 2003 - Dos veces breve, revista de còmics d'Ariadna Editorial, números 1, 7, 8, 9, 11, 15, 16, 18, 20 i 21.
- 2003 - Una historia con niño, àlbum de còmics d'Ediciones Plan B.
- 2004 - Vacas flacas, revista de còmics d'Ediciones Pocas Páginas, número 1.
- 2004 - Marzo, en tinta propia, àlbum de còmics.
- 2005 - Una casa para siempre, àlbum de còmics editat per Borobiltxo.
- 2006 - Colección dominó, àlbum de còmics de Dolmen Editorial, número 5 (Las pelusas de mi ombligo (2))
- 2006 - Los reyes elfos. Historia de Faerie, àlbums de còmics de Dolmen Editorial, números 1 (Los reyes elfos. Historias de Faerie i 2 (Los reyes elfos. Historia de Faerie II).
- 2007 - Colección doble seis, àlbum de còmics de Dolmen Editorial, número 1 (Solís ilustrado).
- 2007 - Lunas de papel, àlbum de còmics de Dibbuks.
- 2008 - José de Espronceda, quadern de còmics de l'Ajuntament d'Almendralejo.
- 2008 - Mi primer cómic, àlbum de còmics de Bang Ediciones, números 1 (Astro-ratón y bombillita, parece que chispea) i 7 (Astro ratón y bombillita 2).
- 2009 - Enfermo, publicació amb còmics d'Astiberri Ediciones.
- 2010 - El meu primer còmic, àlbum de còmics de Bang Ediciones, números 1 (En Cosmoporatolí i la Bombeta. Sembla que vol ploure i 7 (El Cosmoporatolí i la Bombeta 2).
- 2010 - Usted está aquí, àlbum de còmics de Dibbuks, números 1 (Usted extra aquí. La trenza), 1 (Vagón de metro), 2, (Cola de correos) i 4 (La foto).
- 2010 - Extremeños en Iberoamérica, àlbum de còmics editat per CEXECI.
- 2011 - Mi organismo en obras, àlbum de còmics d'Ediciones la Cupula.[8]
- 2012 - Apocalipsis segun San Juan, àlbum de còmics d'Editores de Tebeos S.L.
- 2013 - El diablo en la botella, la novela gráfica, àlbum de còmics de l'Editora Regional de Extremadura.
- 2013 - El Balanzin, quadern de còmics editat per APIE-EIEP, número 9.

## Premis
Els premis més importants que ha guanyat Fermín Solís són:
- 2002 - Accèssit al Certámen de cómic e ilustración de l'Injuve.
- 2004 - Premi Josep Toutain a l'autor revelació del Saló Internacional del Còmic de Barcelona.[9]
- 2004 - Premi a l'Autor revelació a l'Expocomic de Madrid.[2]
- 2010 - Finalista al Premio Nacional de Cómic de España per Buñuel en el laberinto de las tortugas.
- Premi Pop-Eye a la millor novel·la gràfica per Buñuel en el laberinto de las tortugas.
- 2021 - Premi al millor còmic infantil i juvenil del 39 Comic Barcelona per Astro Ratón y Bombillita: Retorno a una tierra desconocida.[10]